# Симомура, Осаму
Осаму Симомура (яп. 下村 脩 Симомура Осаму, 27 августа 1928, Киото — 19 октября 2018, Нагасаки) — японско-американский учёный в области органической химии и морской биологии, лауреат Нобелевской премии по химии 2008 года за открытие и развитие использования зелёного флуоресцентного белка вместе с Роджером Тсьеном и Мартином Чалфи. Отец известного специалиста по информационной безопасности Цутому Симомуры, прославившегося поимкой легендарного хакера Кевина Митника.
Иностранный член Национальной академии наук США (2013).

## Биография
Осаму Симомура родился в городе Фукутияма (префектура Киото). Вырос в Маньчжурии и Осаке, где проходил службу его отец, офицер японской армии. Позже его семья переехала в город Исахая. Получил диплом магистра в 1958 году, диссертацию защитил в 1960 году. С 1960 года жил и работал в США.
В 2011 году по приглашению академика РАН Иосифа Гительзона Симомура подал заявку на конкурс «мегагрантов» с проектом по исследованию биолюминесценции и стал его победителем. Работы велись в Сибирском федеральном университете в тесном сотрудничестве с московским коллективом биохимика, академика РАН Сергея Анатольевича Лукьянова.
Скончался 19 октября 2018 года на 91-м году жизни.

## Награды
- Премия Асахи (2006)
- Орден Культуры (2008)
- Заслуженный деятель культуры[англ.] (2008)
- Нобелевская премия по химии (2008)
- Премия «Золотой гусь» (2012)